# جوناثان شايفر
جوناثان شايفر (بالإنجليزية: Jonathan Schaeffer) (و. 1957  م) هو عالم حاسوب، وأستاذ جامعي، وباحث في مجال الذكاء الاصطناعي كندي، ولد في تورونتو.
.

## التعليم
تعلم في جامعة تورنتو.

## جوائز
حصل على جوائز منها:
- زمالة جمعية النهوض بالذكاء الاصطناعي.